# Недайвода
Неда́йвода (до 1860 року — Надеждівка) — село в Україні, у Глеюватській сільській громаді Криворізького району Дніпропетровської області. 
Колишній центр Недайводської сільської ради. Населення — 1156 мешканців.

## Географія
Село розташоване у західній частині області на лівому березі річки Інгулець при балці Недайвода. По селу протікає пересихаючий струмок з загатою. Поруч проходить залізниця, зупинний пункт 27 км.
Межує із селом Тернуватка, яке лежить на протилежному березі Інгульця. За 5 кілометрів на південь від села починаються північні околиці Кривого Рогу.

## Історія
Село засноване 1782 року, до 1860 року мало назву Надеждівка.
У джерелах також згадувалось під назвами Недайводи й Авдотівка. Село входило до Веселотернівської волості Верхньодніпровського повіту. На 1886 рік тут мешкало 626 осіб. Тут було 127 дворових господарств, 1 лавка (магазин).
В часи радянської влади на території Недайводи розташовувалась центральна садиба радгоспу «Гвардієць».
У цій місцевості розміщені відразу дві унікальності: заказник під назвою «Інгулецький степ» і курганний комплекс з могилою шамана.

## Населення

### Мова
Розподіл населення за рідною мовою за даними перепису 2001 року:
| Мова            | Відсоток |
| --------------- | -------- |
| українська      | 94,4 %   |
| російська       | 5,4 %    |
| інші/не вказали | 0,2 %    |

## Економіка
У Недайводі працює декілька фермерських господарств, житлово-комунальне підприємство.

## Транспорт
В селі є залізнична платформа 27 кілометр Придніпровської залізниці.

## Соціальна сфера
У селі працюють середня загальноосвітня школа, медична амбулаторія, будинок культури, бібліотека.

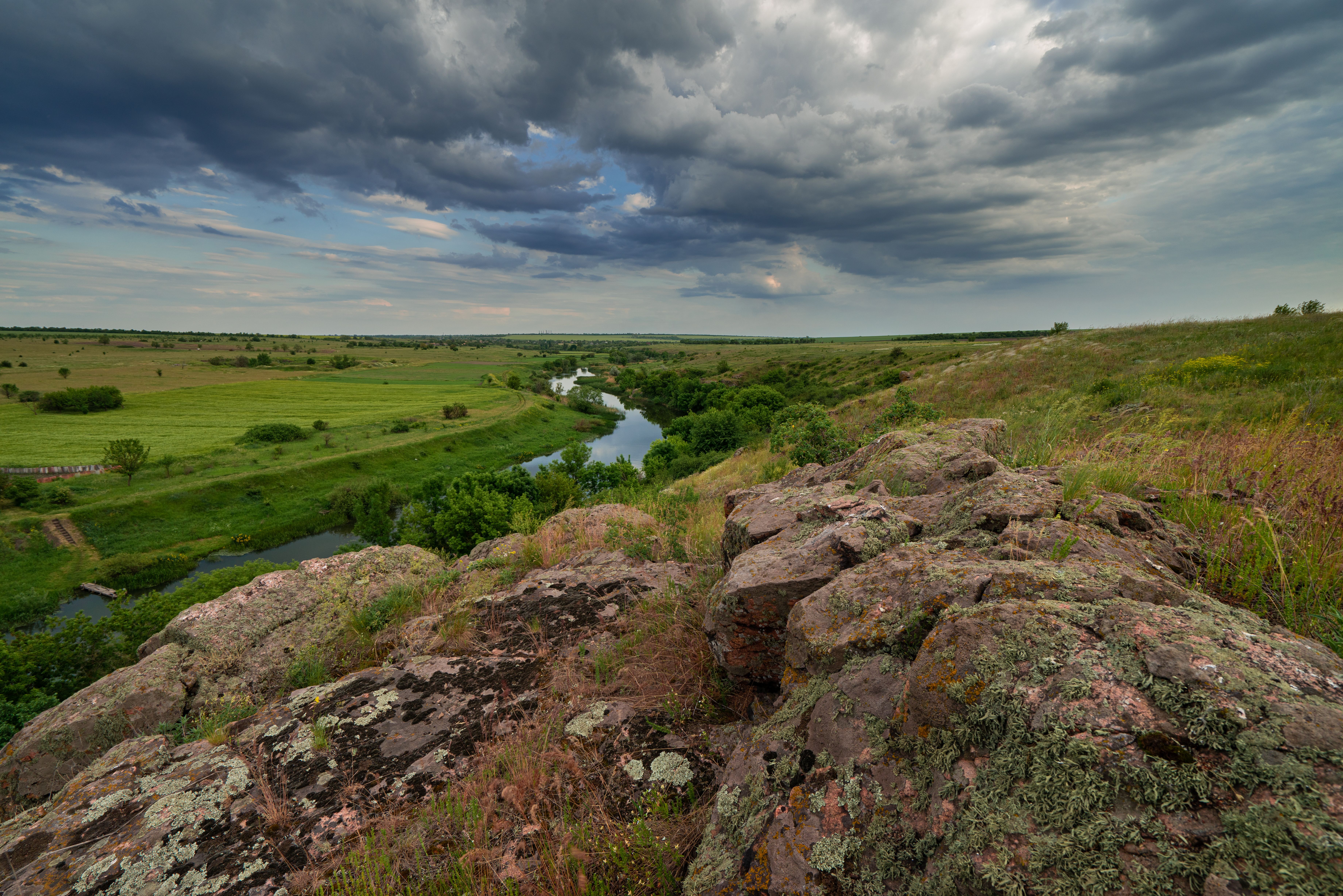
Заказник "Інгулецький степ"

## Пам'ятки
Неподалік від села розташована пам'ятка природи — ландшафтний заказник «Інгулецький степ».

## Постаті
- Рорат Олександр Йосипович (1910—1943) — радянський військовик, учасник нацистсько-радянської війни, Герой Радянського Союзу.
- Сорокін Павло Васильович (1919—1943) — лейтенант РА, учасник нацистсько-радянської війни, Герой Радянського Союзу.